# Vila Boa (Barcelos)
Vila Boa is een plaats (freguesia) in de Portugese gemeente Barcelos en telt 1 640 inwoners (2001).